# Fort de la Redoute Ruinée
Le fort de la Redoute-Ruinée (aussi connu sous le nom de fort de la Traversette) est une fortification située en France dans la commune de Montvalezan en Savoie.
Il est perché au col de la Traversette, à environ 2 400 m d’altitude, en surplomb du col du Petit-Saint-Bernard marquant la frontière avec l'Italie.

## Histoire

### Révolution française
Une redoute existe déjà sur le col de la Traversette, construite par la maison de Savoie en 1630 et commandant la route descendant du col du Petit-Saint-Bernard vers Bourg-Saint-Maurice. Après le rattachement de la Savoie à la France de 1792, les Français prennent possession de la redoute en pierres sèches existante en 1794 et la nomment « Fort-Libre ».
Cette position est récupérée par la France en 1860 lors de l'annexion de la Savoie. Un premier poste avancé de trois baraquements est alors bâti à l’ouest du col de la Traversette en 1891, agrandi et complété au fil des ans, avec une galerie couverte en 1893, des écuries en 1894 ; il sera appelé « Redoute-Ruinée » en référence à l’ancienne construction sarde. Le fort est occupé par le 22e bataillon de chasseurs alpins de 1891 à 1895, puis par le 11e bataillon à partir de 1895.
En août 1897, Félix Faure, alors président de la République, effectue une visite à la Redoute-Ruinée dans le cadre d’un voyage dans le Sud-Est de la France. Il y rend hommage aux victimes d’une avalanche survenue entre le fort et le poste des Eucherts le 3 février de la même année, ayant tué trois chasseurs alpins du 11e BCA et fait une dizaine de blessés, inaugure un monument en souvenir de l’accident et décore plusieurs soldats,.
Entre 1897 et 1907, le fort subit d’importants travaux, sur l’impulsion du général Berge, qui souhaite construire plus de forts et de systèmes de défense en amont des villes : la Redoute est ainsi munie d’une enceinte autour des trois baraques existantes, d’un pont-levis et d’un observatoire. Pour approvisionner les troupes stationnées en eau potable, une citerne ainsi qu’une conduite sont mises en place pour récupérer de l’eau par un forage sous le mont Valezan.
Des travaux de renforcement sont ensuite entrepris en 1932, avec l'aménagement d'un abri pour la garnison en cas de bombardement, ainsi que d'un créneau de tir au saillant occidental du fort pour une mitrailleuse sous casemate, destiné à tirer vers le col du Petit-Saint-Bernard. En 1936, le petit fort est relié aux Eucherts par téléphérique.

### Seconde Guerre mondiale
La Redoute-Ruinée est intégrée à la portion alpine de la ligne Maginot, dans le secteur fortifié de la Savoie. Le petit fort sert d'avant-poste, en avant de la position de barrage composée des ouvrages du Châtelard et de la Cave-à-Canon, mais il est hors de portée de l'artillerie (placée au fort du Truc et dans les batteries de Vulmix et de Courbaton).

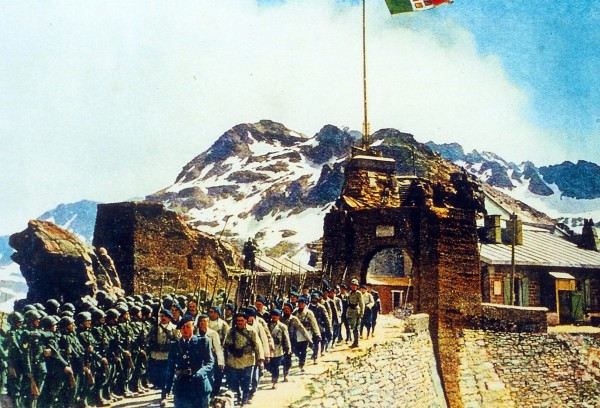
Le départ de la garnison française en 1940.

Lors de la bataille des Alpes, l'avant-poste est occupé par environ 70 hommes. Sa position dominante sur le col du Petit-Saint-Bernard en fait une cible pour l’offensive italienne déclenchée le 21 juin 1940. L’assaut des troupes italiennes d’infanterie est appuyé par des unités d’artillerie et d’aviation, mais la Redoute tient, et ne se rend que le 3 juillet, soit une semaine après l’armistice franco-italien du 24 juin ; la garnison française sort du fort sous une haie d’honneur formée par les alpins italiens.
En mars 1945, une partie du détachement d’armée des Alpes commandé par le général Doyen a pour objectif de reprendre le col du Petit-Saint-Bernard, dont les positions du Roc Noir et de la Redoute-Ruinée. Cependant, l’opération s’effectue dans de mauvaises conditions météorologiques et les chasseurs du 13e bataillon de chasseurs alpins ne parviennent pas au col. Les occupants allemands du fort finissent par se rendre le 29 avril 1945,.

### Après-guerre

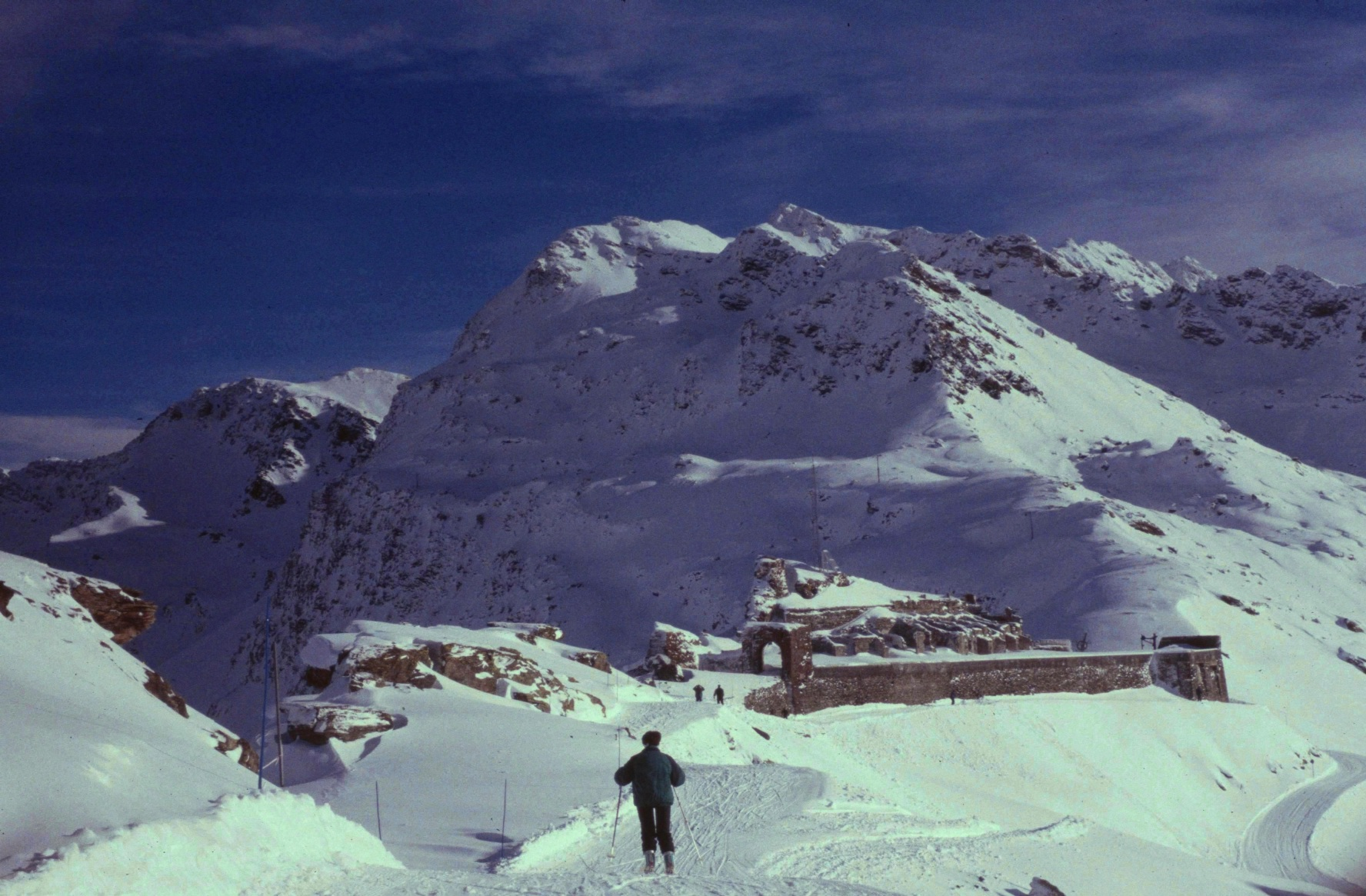
Le fort l’hiver, sur le domaine skiable de la Rosière.

La Redoute-Ruinée est intégrée à la station de sports d’hiver de la Rosière. Elle figure aussi sur des itinéraires de randonnée ou de trail.